# Otiothops oblongus
Espèce
Synonymes
- Otiothops lapidicola Simon, 1893
- Otiothops carpenteri Chickering, 1966

Otiothops oblongus est une espèce d'araignées aranéomorphes de la famille des Palpimanidae.

## Distribution
Cette espèce se rencontre à Saint-Vincent, à la Trinité, au Venezuela, au Guyana et au Brésil,.

## Description
Les mâles mesurent de 4,86 à 6,01 mm et les femelles en moyenne 6,56 mm.

## Publication originale
- Simon, 1892 : On the spiders of the island of St. Vincent. Part 1. Proceedings of the Zoological Society of London, vol. 1891, p. 549-575 (texte intégral).